# Xbox Live Arcade
Xbox Live Arcade es un servicio de descarga de videojuegos disponible a través del Xbox Games Store, la red de distribución digital de Microsoft para Xbox y Xbox 360. Una vez conectados al servicio, los usuarios pueden utilizarlo para comprar videojuegos o descargar una versión de prueba limitada de los mismos.

## Historia
El servicio Xbox Live Arcade fue anunciado oficialmente en la conferencia de Microsoft de la Electronic Entertainment Expo de 2004 (12-14 de mayo) y fue lanzado el 6 de noviembre de ese mismo año. Inicialmente incluyó, por tiempo limitado, una copia gratuita del juego Ms. Pac-Man. Al momento del lanzamiento, los juegos disponibles eran Ms. Pac Man, Bejeweled, Super Collapse 2, Ricochet Lost Worlds, Dangerous Mines, Hardwood Solitaire y juegos antiguos de Namco, como Dig Dug, Pole Position y Galaga.
En 2012, Xbox Live Arcade comenzó a incluir juegos free to play como parte de su oferta. El primero de ellos fue Happy Wars, de Toylogic, que estuvo disponible en octubre de ese año.

### Retiro de juegos
En mayo de 2008 se anunció que, desde ese momento, los títulos de al menos 6 meses pueden ser descatalogados del servicio si sus ventas o las críticas de los usuarios no resultan satisfactorias. De esa forma, se priorizaría la calidad sobre la cantidad. Un juego quedaría descatalogado si tiene menos de 65 puntos en Metacritic y una tasa de conversión inferior a 6%.
Uno de los primeros juegos en ser retirados debido a cambio en las condiciones de licenciamiento fue Lost Cities, que se retiró en 2009 tras la fusión de Activision y Vivendi. Hecho similar fue lo ocurrido tras la compra de Midway Games por Warner Bros., que derivó que en febrero de 2010 se retiraran del catálogo una cantidad importante de juegos de esta compañía. Doom y Double D Dodgeball también fueron retirados ese mismo año, tras la compra de id Software por ZeniMax Media. Aunque Doom volvió a estar disponible en enero de 2012, luego de que sus derechos fueran adquiridos por Bethesda Softworks.
Otros juegos retirados de los cuales se hizo eco la prensa especializada fueron Teenage Mutant Ninja Turtles: Turtles in Time Re-Shelled, de Ubisoft, que pudo comprarse por este medio hasta el 30 de junio de 2010; y los juegos de Capcom Ultimate Marvel vs. Capcom 3 y Marvel vs Capcom 2: New Age of Heroes, cuya fecha límite para adquirirlos fue el 26 de diciembre de 2013.

## Xbox Live Indie Games
Para publicar a través de esta plataforma, Microsoft exige que el desarrollador esté respaldado por una distribuidora, lo que dificulta la publicación de videojuegos independientes. Para paliar esta situación, se desarrolló la plataforma Xbox Live Indie Games, mediante la cual un desarrollador sin respaldo puede crear un juego que siga las normas exigidas y así facilitar la distribución de obras autopublicadas. Xbox Live Indie Games está disponible desde diciembre de 2006.
Desde su lanzamiento, los juegos autopublicados, también conocidos como juegos indie, se presentaron en un menú aparte y poco destacado en la portada de Xbox Live Arcade, que resultó aún menos visible desde una actualización de 2011, hecho que fue muy criticado por los desarrolladores. Aunque en 2013 se decidió modificar el sistema para eliminar esta separación y hacer que todos los juegos se presenten en un mismo menú. En septiembre de 2015, Microsoft anunció que en septiembre de 2017 cancelaría la venta de juegos autopublicados, siendo el 9 de septiembre de 2016 la fecha límite para la presentación de nuevos títulos. Resaltando, a su vez, que el software de Xbox Live Indie Games dejó de desarrollarse y actualizarse en 2013.[actualizar]